# Sarkar Raj
Sarkar Raj – indyjski dramat kryminalny wyreżyserowany w 2008 roku przez Ram Gopala Varmę, autora takich filmów jak Sarkar, Satya. W rolach głównych rodzinnie Amitabh Bachchan, Abhishek Bachchan i Aishwarya Rai.

## Fabuła
Hassan Quazi (Govind Namdeo) oraz  biznesmen Mike Rajan (Victor Banerjee) chcą rozpocząć budowę elektrowni w Maharashtrze. Projekt ma przynieść wielomilionowe zyski. Anita (Aishwarya Rai), kierująca projektem, odwiedza w tej sprawie Sarkara (Amitabh Bachchan) i opisuje mu cały plan. On jest mu jednak przeciwny, gdyż wiąże się to z koniecznością przesiedlenia mieszkańców kilku miejscowości. Shankar (Abhishek Bachchan), który marzy o rozwoju Maharashtry, jest jednak przychylny budowie i postanawia wraz z Anitą wyruszyć do wspomnianych wsi i przekonać mieszkańców do projektu. Początkowo wszystko układa się po jego myśli, jednak z czasem, z powodu politycznej gry, sytuacja się pogarsza, a Shankar zaczyna tracić poparcie społeczne.

## Obsada
- Amitabh Bachchan – Subhash Nagre / Sarkar
- Abhishek Bachchan – Shankar Nagre
- Aishwarya Rai – Anita Rajan
- Tanisha – Avantika Nagre
- Ravi Kale – Chander
- Victor Banerjee – Mike Rajan
- Supriya Pathak – Pushpa Nagre
- Dilip Prabhavalkar – Rao Saab
- Rajesh Shringarpore – Sanjay Somji
- Govind Namdeo – Hassan Qazi
- Sayaji Shinde – Karunesh Kaanga
- Upendra Limaye – Kantilal Vora